# Чемпионат
Чемпионат — одна из форм спортивных соревнований, сущностью которых является розыгрыш первенства в каком-либо виде спорта с целью установления победителя ― чемпиона (спортсмена, команду). Термин «чемпионат» применяют также к выставкам-соревнованиям животных, на которых выявляются лучшие в какой-либо породе.

## Происхождение слова
Термин «чемпионат» происходит от английского термина «champion», который, в свою очередь произошел от латинского «campiōnem», что означает «победитель, боец».

## Системы проведения чемпионатов
Термином «чемпионат» обозначаются как различные уровни соревнований (международные, на уровне страны, областные, городские и т. п.), так и различные формы организации соревнований (матч за титулы, турнирная система, система лиг, гибридная система, система турниров чемпионов, система плей-офф и т. д.). Спортивные чемпионаты представляют различные виды спорта.

### Система матчей за титулы
В этой системе участник должен бросить вызов действующему чемпиону, чтобы выиграть чемпионат. Участник (называемый претендентом № 1) может бросить вызов действующему чемпиону после одержания победы над другими претендентами. Эта форма чемпионата используется в индивидуальных личных соревнованиях и особенно ассоциируется с боевыми видами спорта, такими как борьба, бокс и смешанные единоборства.

### Турнирная система
Термин «чемпионаты» (во множественном числе) часто используется для обозначения турнирных соревнований, либо с использованием формата нокаута, например, на Уимблдоне и других чемпионатах по теннису, либо смешанного формата с групповым этапом, за которым следуют раунды нокаута используемые, например, на чемпионате Европы по футболу.
Разновидностью формата нокаута является формат «best-of-X» ― серии, в котором две команды встречаются друг с другом определённое количество раз, пока одна команда не выиграет большинство игр. Оставшиеся игры не играются ― проигравшая команда выбывает из турнира, а команда-победитель переходит на следующий уровень. Этот формат преобладает в американских видах спорта, таких как бейсбол, хоккей и баскетбол, а также в тестовом крикете.

### Система лиг
Чемпионаты в различных видах спорта, включая регби и футбол, используют систему лиг, в которой все участники лиги играют друг с другом один или несколько раз. Это также известно как круговая система.

### Гибридные системы
Некоторые соревнования используют гибридную систему, которая сочетает в себе черты двух или более из этих систем.

### Система турниров чемпионов
Игровое шоу Jeopardy! использует систему матчей за титул во время обычной игры, затем проводит Турнир чемпионов с самыми продолжительными чемпионами по системе матчей за титул, которая работает по турнирной системе, чтобы определить «Гранда чемпионов» этого сезона. Этот тип системы лучше всего работает на соревнованиях с многочисленными соревнованиями за короткий промежуток времени (игровые шоу, такие как Jeopardy!, в частности, подходят под это описание, поскольку каждую неделю проводится пять новых матчей за титул).

### Система плей-офф
Во многих спортивных лигах для определения победителя чемпионата используется система плей-офф (Олимпийская система). Команды соревнуются в регулярном сезоне в различных форматах, и ограниченное число команд попадает в плей-офф. Хотя эта система в основном отождествляется с Соединенными Штатами Америки и Канадой, она часто встречается в других странах мира, а также является стандартной в видах спорта, на распространённых в Северной Америке (например, баскетбол, бейсбол, хоккей с шайбой), а также в большинстве футбольных кодексов, кроме футбола. Плей-офф (известный в некоторых странах, в частности в Австралии, как «финальная серия») ― турнир, в котором команды играют один на один в формате нокаута. Игра на звание чемпиона часто считается финалом плей-офф (например, Супербоул, финал Кубка Стэнли, финал НБА, Мировая серия и т. д.). Систему плей-офф можно рассматривать как гибрид системы лиг и турнирной системы, где лига используется для определения отборочных на турнир.
В Национальной футбольной лиге термин «игра чемпионата» (Championship Game) используется для обозначения матчей, в которых определяются чемпионы каждых из двух конференций, Национальной футбольной конференции (игр чемпионата NFC) и Американской футбольной конференции (игр чемпионата AFC). Эти игры фактически являются полуфиналами, поскольку они определяют соперников в Супербоуле.

## Классификация чемпионатов
Принято разделять все чемпионаты на открытые и закрытые, по административно-территориальному принципу и по видам спорта, также по отдельным дисциплинам по виду спорта и гендерному признаку:

### По административно-территориальному принципу
По административно-территориальному принципу чемпионаты разделяют на:
- Чемпионат мира.
- Региональные чемпионаты (включая континентальные): Чемпионат Европы.
- Чемпионаты стран: Чемпионат России, Английская Премьер-лига.
- Чемпионаты области: Чемпионат Липецкой области по футболу.
- Чемпионаты города: Чемпионат Москвы по шахматам.
- Чемпионаты района.

### По видам спорта
Все виды спорта представлены своими чемпионатами, например:
- Чемпионат мира по футболу
- Чемпионат мира по баскетболу
- Чемпионат мира по фигурному катанию

### По клубам и федерациям
Зачастую чемпионаты проводятся только среди членов определённого клуба или федерации, например:
- Клубный чемпионат мира по футболу